# Bothrosternoides malayensis
Bothrosternoides malayensis is een keversoort uit de familie snuitkevers (Curculionidae). De wetenschappelijke naam van de soort werd in 1969 gepubliceerd door Karl Eduard Schedl.